# Shimokawa (Hokkaidō)
Shimokawa (jap. 下川町, -chō) ist eine Stadt im Landkreis Kamikawa der Unterpräfektur Kamikawa, Hokkaidō, Japan.

## Geographie
Shimokawa liegt im Kitami-Bergland, wobei das Stadtzentrum im Tal des Nayoro-gawa (名寄川), einem Nebenfluss des Teshio-gawa, liegt, das sich an das Nayoro-Becken (名寄盆地, Nayoro-bonchi) im Westen anschließt. Die höchste Erhebung ist der 1142 m hohe Wenshiri-dake (ウェンシリ岳), auch Uenshiri-dake (ウエンシリ岳) geschrieben, der die Grenze zwischen Shimokawa, Nishiokoppe im Nordosten und Takinoue im Südosten bildet. Südlich von Shimokawa liegt Shibetsu, westlich Nayoro und nördlich Ōmu.

## Verkehr
Hauptverkehrsstraße ist die Nationalstraße 239 nach Abashiri oder Rumoi. Eine Anbindung an das Schienennetz besteht nicht mehr seit 1989 die Nayoro-Hauptlinie eingestellt wurde.

## Bildung
In Shimokawa befindet sich eine Grundschule, eine Mittelschule und eine Oberschule mit einem Unterrichtsfokus auf Wirtschaftslehre. Eine Besonderheit ist, dass von der Grundschule bis zur Oberschule Skispringen angeboten wird, wodurch die Stadt viele bedeutende Skispringer hervorgebracht hat, z. B. Daiki Itō, Noriaki Kasai und Takanobu Okabe.

## Persönlichkeiten
- Keiichi Satō (* 1997), Skispringer